# Der fliegende Händler
Der fliegende Händler ist ein französischer Spielfilm von Éric Guirado aus dem Jahr 2007. Im Fernsehen lief er unter dem Titel Der fliegende Händler der Provence.

## Handlung
Vor zehn Jahren zog Antoine Sforza aus einem kleinen Dorf in der Provence, in dem seine Eltern einen kleinen Tante-Emma-Laden betreiben, in die Großstadt Lyon. Er hält es nie lange in einem Job aus, lebt immer noch, als wäre er gerade in die Wohnung eingezogen und liebt heimlich seine Nachbarin Claire. Er verdient sich sein Geld als Kellner, kommt jedoch häufig zu spät, sodass der Chef unzufrieden mit ihm ist. Eines Tages erfährt er, dass sein Vater einen Herzinfarkt hatte. Er geht ins Krankenhaus, spricht jedoch nur mit seiner Mutter und seinem Bruder François. Das Verhältnis innerhalb der Familie ist gespannt. François ist im Dorf der Eltern geblieben, wo er einen Friseurladen betreibt. Mit seiner Frau hat er angefangen, sich außerhalb des Dorfes ein Haus zu bauen. Vor seinen Eltern verschweigt er, dass seine Frau ihn bereits vor einigen Monaten verlassen hat.
Da Vater Sforza für längere Zeit im Krankenhaus bleiben muss, bittet die Mutter Antoine, in dieser Zeit im Laden auszuhelfen. Zunächst lehnt Antoine ab, entscheidet sich dann jedoch, das Angebot anzunehmen, wird er doch wie ein Mitarbeiter auch von der Familie bezahlt. Er fährt mit Claire in die Provence, die sich in der Stille auf ihr Abitur vorbereiten will. Zwar ist Claire bereits 26, plant jedoch ihr Abi nachzuholen, um anschließend in Spanien ein Studium beginnen zu können. Antoine fällt die Aufgabe zu, mit dem Lebensmittelkleinbus durch die abgelegenen Bergdörfer zu fahren und Ware vor Ort zu verkaufen. Die erste Tour verläuft schlecht, so schafft er es nicht, auf die unterschiedlichen Mentalitäten der Käufer einzugehen, geht nicht auf Absprachen ein, die sein Vater seit Jahren mit bestimmten Kunden trifft und erweckt bei vielen Kunden den Eindruck, ein unhöflicher Mann zu sein. Vor allem die alte Lucienne ist über Antoines Auftritt empört, zumal er viele ihrer Extrawünsche nicht bedienen kann. Als Antoine zum elterlichen Laden zurückkommt, würde er den fliegenden Handel am liebsten aufgeben. Erst Claire zeigt ihm am nächsten Tag bei der gemeinsamen Ausfahrt, wie er besser mit den Kunden umgehen kann. Beide bemalen den Wagen schließlich bunt und den Kunden gefällt der neue Auftritt.
Eines Tages gibt Claire Antoine einen Umschlag mit ihrer Probeklausur für das Abitur mit, den er bei der Post abgeben soll. Er wirft den Umschlag jedoch auf freier Strecke weg, wo ihn eine Dorfbewohnerin findet und zum Laden der Sforzas bringt. Claire ist empört. Als Antoine ihr erklärt, dass er nicht will, das sie nach Spanien geht, reist sie nach Lyon zurück. Ein anderer Grund war das zunehmend schlechte Klima in der Familie, ist doch Vater Sforza vorzeitig aus der Reha zurück ins Dorf gekehrt. Er findet alles, was sein Sohn macht, falsch, kritisiert zudem ständig seine Ehefrau und überanstrengt sich trotz Warnung der Ärzte. Erst als er erneut zusammenbricht, gibt er nach und gönnt sich mehr Ruhe. Antoine hält die Stimmung in der Familie nicht mehr aus und zieht in ein Haus in der Wildnis, das Lucienne gehört. Er hatte bei seiner Mutter Schulden gemacht, die er abarbeiten will. Anschließend will er zurück in die Stadt gehen und nie mehr zurückkommen. Bei einer Ausfahrt sieht er den Wagen seines Bruders an einem Weg zum Fluss stehen. In letzter Sekunde kann er François, der sich umbringen wollte, aus dem Wasser ziehen. François kommt ins Krankenhaus. Erst jetzt erfährt die Familie, dass er von seiner Frau verlassen wurde, die wiederum ein Kind von einem anderen Mann erwartet. Sie hat François bereits über mehrere Jahre hinweg betrogen. Antoine gibt es zu denken, dass er nicht erkannt hat, dass es seinem Bruder schlecht geht – weil beide nie miteinander geredet haben. Er söhnt sich nun auch mit Claire aus, die in die Provence zurückkommt. Sie wurde an der spanischen Hochschule angenommen, hat vorher jedoch noch zwei Monate Zeit. Vater Sforza macht Antoine den Vorschlag, dass er den Laden übernehmen könnte, werde er doch ab Herbst vom Geschäft zurücktreten. Antoine weiß nicht, ob er das Angebot annehmen soll. Er holt nach einiger Zeit seinen Freund Hassan in den Laden, der sich um das Geschäft im Dorf kümmert. Er selbst fährt weiterhin Waren aus, während seine Eltern in einen Erholungsurlaub fahren. Gemeinsam mit Claire genießt Antoine nun seine Arbeit.

## Produktion
Der fliegende Händler wurde unter anderem in Lyon und Rosans gedreht. Der Film erlebte am 15. Juni 2007 auf dem Cabourg Film Festival seine Premiere und kam am 15. August 2007 in die französischen Kinos. Am 25. Oktober 2007 lief der Film in der Schweiz an und war ab 24. April 2008 auch in den deutschen Kinos zu sehen. Im Dezember 2008 erschien der Film auf DVD und lief am 7. Juni 2009 auf dem Ersten im deutschen Fernsehen.

## Kritik
Für den film-dienst war Der fliegende Händler eine „Sommerkomödie mit faszinierenden Landschaftsaufnahmen, die mit überzeugenden Darstellern eine Rückbesinnung auf die eigentlichen Wurzeln beschreibt und ohne verklärenden Blick die Schönheiten des einfachen Lebens beschwört.“
Cinema empfand den Film als „eine Spur zu idyllisch. Doch seine fast dokumentarische Genauigkeit lässt keinen Raum für Kitsch. Fazit: Heiter-melancholisches Porträt eines jungen Mannes, der die Freuden des Landlebens schätzen lernt“.

## Auszeichnungen
Nicolas Cazalé wurde für seine Rolle des Antoine Sforza 2008 für einen César in der Kategorie Bester Nachwuchsdarsteller nominiert.